# Thomas-Syndrom
Das Thomas-Syndrom ist eine sehr seltene angeborene Erkrankung mit den Hauptmerkmalen Nierenanomalien, Herzfehler und Lippen- oder Gaumenspalte.
Synonyme sind: Potter-Sequenz – Lippen- oder Gaumenspalte – Kardiopathie; englisch Potter sequence cleft cardiopathy
Die Bezeichnung bezieht sich auf die Erstautoren der Erstbeschreibung aus dem Jahre 1993 durch den US-amerikanischen Pädiater I. T. Thomas und Mitarbeiter.
Die Erkrankung ist nicht zu verwechseln mit dem Dejerine-Thomas-Syndrom, einer Kleinhirnrindenatrophie.

## Verbreitung
Die Häufigkeit wird mit unter 1 zu 1.000.000 angegeben, bislang wurden weniger als 10 Patienten beschrieben. Die Vererbung erfolgt vermutlich autosomal-rezessiv.

## Ursache
Die Ursache ist bislang nicht bekannt.

## Differentialdiagnose
Abzugrenzen ist das Holzgreve-Wagner-Rehder-Syndrom mit zusätzlich bestehender Polydaktylie.